# Split Rock Lighthouse State Park
Split Rock Lighthouse State Park ist ein rund 839 Hektar großer State Park an der Küste des Oberen Sees in Minnesota. Er ist vor allem für das Split Rock Lighthouse bekannt, einen 1910 erbauten Leuchtturm. Der Park zählt jährlich etwa 340.000 Besucher.
Der State Park liegt im Nordosten des Bundesstaates, rund 25 Kilometer nördlich von Two Harbors. Große Flächen des während der letzten Eiszeit von Gletschern geformten hügeligen Geländes sind bewaldet und bieten verschiedene Wander- und Radwege, die im Winter zum Skilanglauf genutzt werden.
Im Split Rock Lighthouse State Park liegt ein Campingplatz. Der Leuchtturm und einige umliegende Gebäude wurden restauriert und im Stil der 1920er Jahre gestaltet. Die Minnesota Historical Society betreibt dort heute ein Museum. Eine weitere Sehenswürdigkeit ist der Wasserfall am Split Rock River im Süden des Parks.

## Leuchtturm
Split Rock Light ist ein Leuchtturm im State Park. Nachdem im November 1905 während eines Sturms zahlreiche Schiffe untergegangen waren, veranlasste die United States Lighthouse Service den Bau des Leuchtturms an der Felsenküste. Ralph Russell Tinkham entwarf den 40 Meter hohen und rund 65.000 US-Dollar teuren Turm. Er ist sechseckig aus Ziegelstein erbaut und wird durch ein inneres Stahlgerüst verstärkt. Am 31. Juli 1910 nahm er seinen Betrieb auf. Das ursprünglich mit Petroleum betriebene Leuchtfeuer wurde 1940 durch ein 1000 Watt starkes elektrisches Licht ersetzt.
1969 stellte der Leuchtturm seinen Betrieb ein und wurde mit der umliegenden Gegend in das National Register of Historic Places aufgenommen. Im Juni 2011 erhielt er den Status einer National Historic Landmark.